# بروسينولول
بروسينولول وهو أحد حاصرات المستقبل بيتا الودي.